# Luigi Cusano
Luigi Cusano (Genova, 6 maggio 1904 – Genova, ...) è stato un calciatore italiano, di ruolo attaccante.
Era fratello dei calciatori Giulio Cesare Cusano, detto Cusano I e Giovanni Cusano, detto Cusano III; per questo era conosciuto come Cusano II.

## Carriera
Formatosi nel Vittoria Genova, venne ingaggiato dal Genoa, sodalizio con cui esordì nella stagione 1923-1924 nella vittoria per 5-0 contro la Virtus Bologna il 9 novembre 1923.
Disputò il suo secondo ed ultimo incontro in rossoblù nel pareggio esterno per 0-0 contro il Casale il 6 gennaio 1924.
Grazie a quelle due presenze Cusano poté fregiarsi della vittoria dello scudetto, vinto dai rossoblù.
La stagione seguente Cusano giocò con la squadra riserve dei rossoblù, giocando con i titolari solo l'amichevole persa 4-2 fuori casa contro l'Alessandria il 21 settembre 1924.
Nel 1925 passò alla Sestrese, club militante in cadetteria, ottenendo il secondo posto nel girone B della Seconda Divisione 1925-1926.
In seguito passò all'Alessandro Volta, dove militò sino al 1931.

## Palmarès

### Competizioni nazionali
- Campionato italiano: 1

Genoa: 1923-1924